# 暗影戰略：將軍之刃
《暗影戰略：將軍之刃》是一款即时战术游戏，由德國Mimimi Productions開發，在精神上致敬盟军敢死队系列，但舞台搬至日本的幕府時代，以武士与忍者题材为背景，同樣是操纵小隊完成精細潛入作戰的策略遊戲，在steam平台上獲得不俗評價。

## 概要
玩家控制小隊依照劇情達成潛入破壞任務，揭開日本江戶時代最大政治秘密。遊戲過程為硬派玩家取向的精密即時戰略，必須時時注意全局隱藏屍體和噪音。遊戲共有十三個關卡，每一關敵人數與攻擊力都是己方十倍以上。

### 成員

#### 隼人（Hayato）
忍者，可以攀爬梯子、藤蔓、使用鉤爪。可以游泳。
- 刀
  - 近距離擊殺敵人。

- 手裏劍
  - 遠距離擊殺敵人，擊中敵人時發出的噪音很大，對武士無效。

- 石頭
  - 投擲一粒石頭吸引敵方注意。

#### 友希（Yuki）
小偷，可以從目標身上偷取任務物品。可以攀爬梯子、藤蔓、使用鉤爪。可以游泳。
- 匕首
  - 近距離擊殺敵人。

- 陷阱
  - 擊殺踩踏在陷阱上的普通敵人與草帽，對武士無效。

- 吹笛
  - 吹奏笛子吸引普通敵人，對草帽和武士無效。

#### 無限（Mugen）
武士，唯一能和敵方武士單挑的角色。只能攀爬梯子，不能游泳。
- 刀
  - 近距離擊殺敵人，可以殺死武士。

- 劍風
  - 一次性擊殺範圍內所有敵人，無法擊殺武士。

- 清酒
  - 扔出一瓶清酒，看到清酒的普通敵人會被吸引並前去拾取清酒。對草帽和武士無效。

#### 愛子（Aiko）
女忍，擁有變裝能力。可以攀爬梯子、藤蔓、使用鉤爪。可以游泳。
- 髮簪
  - 近距離擊殺敵人，可以在偽裝狀態下使用。

- 煙霧瓶
  - 短暫縮小擊中範圍內敵人的視野，對所有類型的敵人都有效。

- 偽裝
  - 在關卡中獲取衣物後可以使用，敵方武士能夠識破偽裝。

- 對話
  - 偽裝狀態下限定的技能，可以和普通敵軍與草帽對話，改變其視野方向。

#### 琢磨（Takuma）
狙擊手。只能攀爬梯子，不能游泳。跑動時會發出噪音。
- 狙擊槍
  - 遠距離擊殺敵人，有子彈數目限制。

- 手榴彈
  - 擊殺範圍內所有敵人，擊中敵人時發出的噪音很大。可以替換成無致命性的麻痺彈。

- 狸貓
  - 派出狸貓吸引普通敵人注意，對草帽和武士無效。狸貓只能攀爬梯子，不能游泳。

## 关卡列表
| 序号 | 关卡           | 原名                 |
| 1    | 大阪城         | Osaka Castle         |
| 2    | 中山道         | Nakasendo Road       |
| 3    | 今井镇         | Imai Town            |
| 4    | 鹤见山         | Mount Tsuru          |
| 5    | 薮大名的宅邸   | Lord Yabu's Estate   |
| 6    | 飞驒村         | Hida Village         |
| 7    | 菅沼村         | Suganuma Village     |
| 8    | 金泽市         | Kanazawa City        |
| 9    | 影大人的营地   | Kage-sama's Camp     |
| 10   | 鹤见山（监狱） | Mount Tsuru (Prison) |
| 11   | 松山市         | Matsuyama City       |
| 12   | 妙义山道       | Myogi Pass           |
| 13   | 骏府城         | Sunpu Castle         |
| ---- | -------------- | -------------------- |

## 评价
《暗影戰略：將軍之刃》在汇总媒体Metacritic上獲得了「普遍好評」。Rock, Paper, Shotgun 覺得這款遊戲比魔鬼戰將2和王牌威龍更好。

## 衍生產品
2019年，Antler Games在Kickstarter上眾籌PC遊戲的棋盤遊戲版本。
2021年12月，遊戲的獨立資料片〈愛子的抉擇〉發布。

## 参看
- 《盟军敢死队系列》
- 《赏金奇兵系列》
- 《侠盗罗宾汉：舍伍德传奇》
- 《芝加哥1930（英语：Chicago 1930）》
- 《1937特种兵：敌后武工队》